# Прері-Сіті (Айова)
Прері-Сіті (англ. Prairie City) — місто (англ. city) в США, в окрузі Джеспер штату Айова. Населення — 1700 осіб (2020).

## Географія
Прері-Сіті розташоване за координатами 41°35′43″ пн. ш. 93°14′21″ зх. д. / 41.59528° пн. ш. 93.23917° зх. д. (41.595273, -93.239159).  За даними Бюро перепису населення США в 2010 році місто мало площу 3,12 км², уся площа — суходіл.

## Демографія
Згідно з переписом 2010 року, у місті мешкало 1680 осіб у 631 домогосподарстві у складі 468 родин. Густота населення становила 538 осіб/км².  Було 678 помешкань (217/км²).
Расовий склад населення:
| - 96,4 % — білих - 1,0 % — азіатів - 0,5 % — чорних або афроамериканців - 0,2 % — корінних американців - 0,1 % — вихідців з тихоокеанських островів |

До двох чи більше рас належало 1,2 %. Частка іспаномовних становила 1,5 % від усіх жителів.
За віковим діапазоном населення розподілялося таким чином: 31,1 % — особи молодші 18 років, 56,5 % — особи у віці 18—64 років, 12,4 % — особи у віці 65 років та старші. Медіана віку мешканця становила 33,7 року. На 100 осіб жіночої статі у місті припадало 90,9 чоловіків;  на 100 жінок у віці від 18 років та старших — 81,8 чоловіків також старших 18 років.
Середній дохід на одне домашнє господарство  становив 65 840 доларів США (медіана — 58 173), а середній дохід на одну сім'ю — 79 257 доларів (медіана — 73 750). Медіана доходів становила 46 250 доларів для чоловіків та 35 000 доларів для жінок. За межею бідності перебувало 8,3 % осіб, у тому числі 6,8 % дітей у віці до 18 років та 5,0 % осіб у віці 65 років та старших.
Цивільне працевлаштоване населення становило 907 осіб. Основні галузі зайнятості: освіта, охорона здоров'я та соціальна допомога — 25,7 %, фінанси, страхування та нерухомість — 14,0 %, виробництво — 11,0 %, роздрібна торгівля — 10,4 %.